# Либерально-демократическая партия России (фракция)
Либерально-демократическая партия России (ЛДПР) — фракция в Государственной думе России. Фракция создана на базе Либерально-демократической партии России. На выборах в Госдуму 1-го созыва ЛДПР получила более 20 % голосов (1 место). На выборах в Госдуму 2-го созыва ЛДПР получила 10 % голосов. На выборах в Госдуму 3-го созыва члены партии ЛДПР создали «Блок Жириновского», который получил 6 % голосов. На выборах в Госдуму 4-го созыва ЛДПР получила 11 % голосов. Во время голосований в Госдуме фракция ЛДПР занимала особую позицию, постоянно обсуждала внутриполитические и внешнеполитические вопросы. Фракция ЛДПР — одна из активных фракций в Госдуме.